# 야마다 타다오
야마다 타다오 (山田忠雄, やまだ ただお, 1916년 8월 10일 - 1996년 2월 6일)은 일본의 일본어학자, 사전편찬자이다. 니혼 대학 명예 교수.

## 생애
1936년 도쿄 제국 대학 문학부 국문과에 입학했고 켄보 히데토시와 동기였다. 1939년 졸업후 이와테현 사범학교에 부임. 재직중 켄보와 메이카이국어사전(『明解国語辞典』)을 편찬했다. 출간은 43년이었다. .
1941년 육군 예과사관학교를 거쳐 1946년 니혼 대학 국문학과 조교수로 취임 후 교수가 되었다. 59년 사직한 뒤 공직을 맡지 않고 학문 외길로 생을 보냈다.
72년 출간된 신메이카이국어사전(『新明解国語辞典』)의 편집주간이 되어 켄보의 산세이도국어사전(『三省堂国語辞典』)과는 구분되는 사전을 편찬하였다. 이전까지의 사전은 앞선 사전들을 참고하다못해 베끼는 지경에 가까운 관행이 있었다. 야마다는 단어가 갖는 분위기를 주의깊고 상세하게 설명하여 본질적인 의미를 추구한다는 편집방침을 가지고 있었다. 야마다 개인의 힘으로 가능한 선에서 이 정책을 관철하여 편찬한 신메이카이국어사전은 기존의 국어사전 개념을 넘는 신선함과 예리함, 재미를 가질 수 있었다. 야마다 사후 간행된 赤瀬川原平의 신카이씨의 수수께끼『新解さんの謎』가 인기를 얻어 이후의 팬들은 야마다를 신카이씨라는 애칭으로 부르게 되었다.
아버지는 문화 훈장 수상자인 국어학자 야마다 타카오(山田孝雄)이다. 장남 야마다 아키오는 수학자로 도쿄대 근무 후 아버지의 뒤를 이어 신메이카이국어사전 편집자가 되었다. 동생 야마다 토시오도 국어학자로 신초국어사전(『新潮国語辞典』) 편찬에 참여했다.

## 저서
사전
- 1943 메이카이국어사전 『明解国語辞典』（三省堂, 개정판은 52년）
- 1955 음훈색인국한사전 『音訓両引き国漢辞典』 三省堂編修所編（三省堂 1955年）
- 1972 신메이카이국어사전 『新明解国語辞典』（三省堂, 89년 제 4판 출간)

단행본
- 『当用漢字の新字体 制定の基盤をたづねる』[5]（新生社 1958年）
- 『三代の辞書 国語辞書百年小史』（三省堂 1967年）
  - 改訂版 - 1981年
- 『節用集天正十八年本類の研究』（東洋文庫〈東洋文庫論叢 第55〉 1974年）
- 『近代国語辞書の歩み その摸倣と創意と』（三省堂 1981年）
- 『壽蔵録』（私家版 1993年）